# NHK 미토 방송국

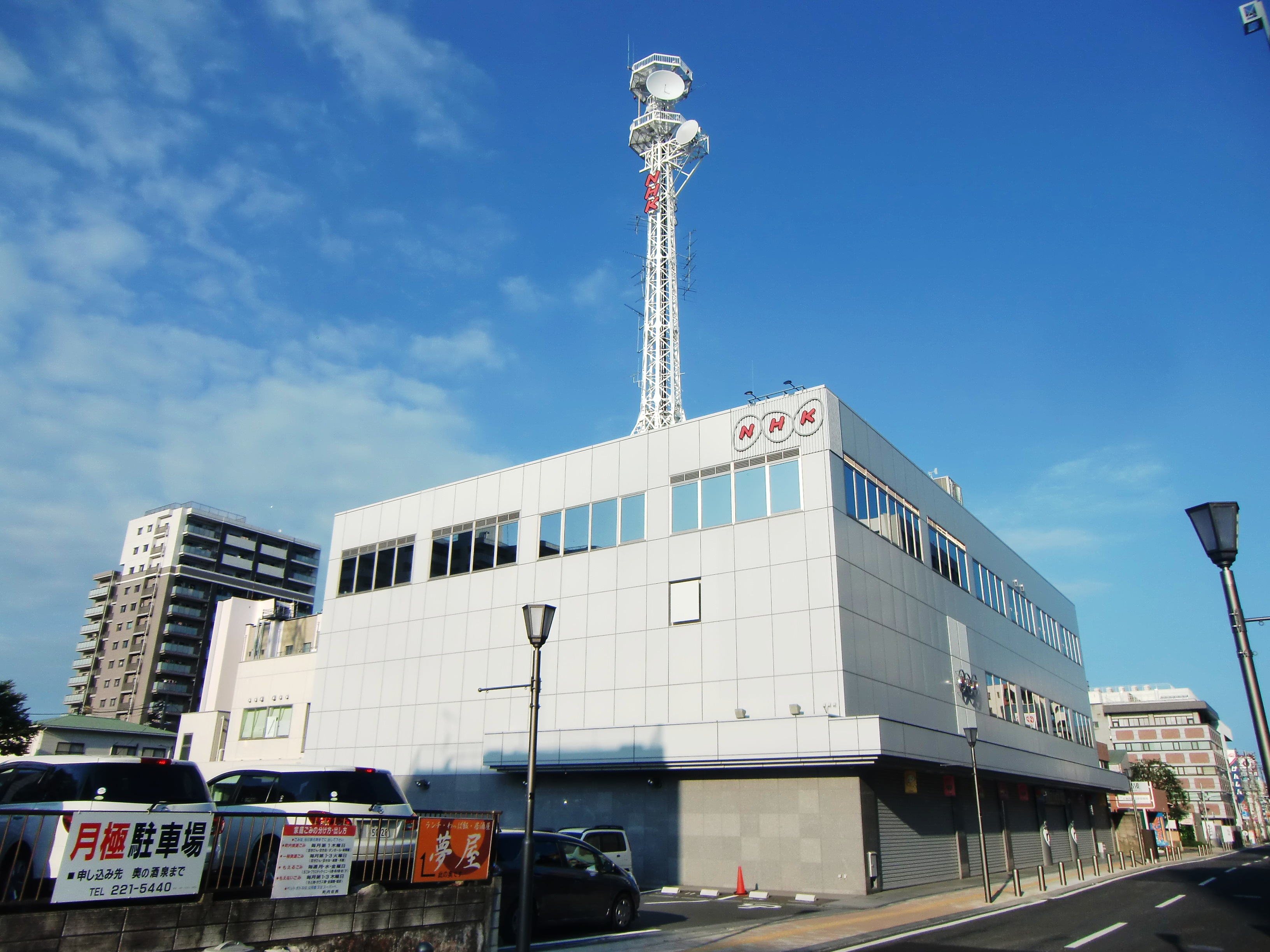
NHK 미토 방송국

NHK 미토 방송국(水戸 放送局)은 이바라키현을 방송구역으로 하는 NHK의 지역방송국이며 FM라디오·디지털 종합텔레비전 방송을 담당하고 있다.

## 연혁
- 1941년 12월 9일 미토 임시 방송소 방송 개시(중파, 호출 부호 없음).
- 1942년 4월 10일 총무국 미토 출장소 개설.
- 1945년 10월 26일 미토 임시 방송소를 미토 중계방송소로 개칭.
- 1946년 9월 1일 미토 중계방송소 호출 부호를 JOAK2로 결정.
- 1948년 5월 1일 미토 출장소를 미토 지국으로 개칭.
- 1948년 7월 1일 미토 중계방송소 호출 부호를 JOAX로 변경(이 콜사인은 현재 니혼 TV에서 사용하고 있다).
- 1948년 8월 16일 미토 중계방송소 폐지.
- 1951년 7월 1일 미토 지국을 미토 방송국으로 개칭(송신 시설 없음).
- 1961년 12월 1일 일본 최초의 UHF 방송국인 히타치 텔레비전 중계방송소 실험 운용 개시.
- 1970년 3월 28일 미토 방송국, FM방송 방송 개시(호출 부호 JOEP-FM).
- 1976년 7월 17일 미토 방송국 지상피 아날로그 텔레비전 중계 개시.
- 2004년 10월 1일 미토 방송국 디지털 종합 텔레비전 방송 개시(호출 부호 JOEP-DTV), 디지털 교육 TV 중계 개시.
- 2006년 4월 1일 이바라키현에서 원세그 방송 개시(종합 텔레비전, 교육 텔레비전 모두 NHK 방송 센터의 프로그램을 방송했으며 현역방송이 없었다.)
- 2007년 2월 1일 미토 방송국, 종합 텔레비전 원세그 방송에 현내주민을 위해 디지털 종합 텔레비전 미토방송국 동시전송 실시
- 2011년 7월 24일 지상파 아날로그 텔레비전 방송 종료

## 채널·주파수
- 종합 텔레비전 미토방송국 20ch(JOEP-DTV)
- 교육 텔레비전 도쿄방송센터 13ch(JOAB-DTV)
- FM방송(콜사인:JOEP-FM) 출력:1kW
  - 미토 방송국:83.2MHz
  - 히타치 중계국:84.2MHz
  - 다이고마 중계국:84.8MHz
  - 북이바라키 중계국:82.9MHz

## 보충서술
- 1978년 계획되었다가 묻힌 현역방송 계획이 부활해서 태어난것이 디지털 종합 텔레비전 현역방송으로 현역 방송국이 다른현이 아닌 이바라키 현에서 먼저 실시된것은 이 계획이 실시되었을 때 이바라키에 현역 텔레비전 방송국이 없어서였지만[1] 일설에는 방송국 개국 당시 재임하고 있던 NHK회장 출신지가 이바라키였기 때문에 먼저 설치되었다는 소문도 있다.

## 이바라키현에 있는 다른 방송국
- 이바라키 방송(IBS)(NRN 계열)